# تشارلي تورنر
تشارلي تورنر (بالإنجليزية: Charley Turner)‏ (1862 - 13 أغسطس 1913) هو ملاكم أمريكي، صنّف ضمن فئة الوزن المتوسط.

## روابط خارجية
- تشارلي تورنر على موقع بوكس ريك (الإنجليزية) (registration required)